# A sors hullámain (teleregény)
A sors hullámain egy 2011 és 2012 között készített venezuelai telenovella a Venevisiontól. Főszereplői: Sabrina Salvador, Manuel Sosa, Fedra López, Víctor Cámara, Juliet Lima, Adrián Delgado, Dora Mazzone, Rosalinda Serfaty, Eduardo Serrano, Franklin Virgüez és Yul Bürkle. Magyarországon először az RTL II tűzte műsorra 2013 áprilisában.

## Szereplők
| Színész                  | Szerep                               | Magyar hang            |
| ------------------------ | ------------------------------------ | ---------------------- |
| Sabrina Salvador         | Natalia Uribe / Paulina de Uzcátegui | Mezei Kitty            |
| Manuel Sosa              | Luis Manuel Moncada                  | Pálmai Szabolcs        |
| Víctor Cámara            | Adolfo Uzcátegui                     | Németh Gábor           |
| Fedra López              | Sara Morales Vda de Uzcátegui        | Götz Anna              |
| Juliet Lima              | Perla Uzcátegui                      | Sallai Nóra            |
| Adrián Delgado           | Octavio Valladares                   | Fekete Zoltán          |
| Dora Mazzone             | Pasionaría López                     | Farkasinszky Edit      |
| Rosalinda Serfaty        | Irene López                          | Kiss Anikó             |
| Eduardo Serrano          | Valerio Moncada                      | Forgács Gábor          |
| Franklin Virgüez         | Baldomero Sánchez                    | Bolla Róbert           |
| Yul Bürkle               | Bruno Baltazar / Diego Baltazar      | Barát Attila           |
| Flor Elena González      | Eleonora de Moncada                  | Menszátor Magdolna     |
| Víctor Drija             | Gerardo Moncada                      | Szkárosi Márk          |
| Romelia Agüero           | Carmela Diaz                         | Bókai Mária            |
| Esther Orjuela           | Fernanda de Rivas                    | Bessenyei Emma         |
| Rosita Vázquez           | Pastora Pérez                        | Rátonyi Hajni          |
| Fernando Flores          | Jacinto                              | Kajtár Róbert          |
| Roberto Lamarca          | Teodoro Rivas                        | Imre István            |
| Gioia Arismendi          | Candy Mileidys Romero                | Fésűs Bea              |
| Damián Genovese          | Ernesto Valderrama                   | Horváth-Töreki Gergely |
| Héctor Peña              | Alvaro Moncada                       | Joó Gábor              |
| Christian McGaffney      | Domingo Uribe                        | Szabó Máté             |
| Dayra Lambis             | Vivianita de Sánchez                 | Sági Tímea             |
| Daniel Martínez-Campos   | Julián Uzcátegui                     | Markovics Tamás        |
| Vanessa Pallás           | Mariana Moncada                      | Molnár Ilona           |
| Roxana Zanetti           | Patricia Uzcátegui de Valladares     | Martin Adél            |
| Juvel Vielma             | Piraña                               |                        |
| María Antonieta Castillo | Loly Montesinos                      |                        |
| Juliette Pardau          | Rosarito Uribe                       | Roatis Andrea          |
| Nany Tovar               | Sandra Pérez                         | Csifó Dorina           |
| Rosmel Bustamante        | Pulpito                              |                        |
| Gigi Zanchetta           | Mirtha Uribe                         |                        |
| Félix Loreto             | Ramón Calzada                        | Orosz István           |
| Mirtha Pérez             | Malua                                |                        |
| Gabriela Fleritt         | Ruperta                              |                        |
| Lucia Sanoja             | Diana                                |                        |
| Carmen Alicia Lara       | Silvia                               |                        |
| Antonio Delli            | Oscar Uzcátegui                      |                        |
| Esperanza Magaz          | Tirsa                                |                        |
| Claudia La Gatta         | Estefania Moncada                    |                        |
| Karen Pita               | Vanessa                              |                        |
| José Gabriel Madonia     | Osvaldo Sandoval                     |                        |
| Herminia Martínez        | Sofia de Moncada                     |                        |
| Margarita Hernández      | Regina                               |                        |

## Nemzetközi bemutató
| Ország                | Tévécsatorna           | Nemzetközi név   | Sorozat premiere     | Nap           | Időpont |
| --------------------- | ---------------------- | ---------------- | -------------------- | ------------- | ------- |
| Venezuela             | Venevision             | Natalia del mar  | 2011. június         | Hétfő-Szombat | 14:00   |
| Ecuador               | TC Television          | Natalia del mar  | 2011. augusztus 11.  | Hétfő-Péntek  | 14:00   |
| Honduras              | Channel 30             | Natalia del mar  | 2012. január 10.     | Hétfő-Péntek  | 17:00   |
| Dominikai Köztársaság | Antena Latina          | Natalia del mar  | 2012. január 18.     | Hétfő-Szombat | 19:00   |
| Spanyolország         | 7RM                    | Natalia del mar  | March 2012           | Hétfő-Péntek  | 15:45   |
| Spanyolország         | Canal Sur              | Natalia del mar  | April 2012           | Hétfő-Péntek  | 15:35   |
| Spanyolország         | Television de Canarias | Natalia del mar  | 2012. augusztus      | Hétfő-Péntek  | 11:15   |
| Spanyolország         | Extremadura TV         | Natalia del mar  | 2012. szeptember 12. | Hétfő-Péntek  | 14:30   |
| Salvador              | TCS                    | Natalia del mar  | 2012. szeptember     | Hétfő-Péntek  | 08:00   |
| Litvánia              | TV3                    | Natalija         | 2013. január 29.     | Hétfő-Péntek  | 15:00   |
| Magyarország          | RTL II                 | A sors hullámain | 2013. április 8.     | Hétfő-Péntek  | 15:00   |